# Priscilla Barnes
Priscilla Barnes (Fort Dix, 7 dicembre 1955) è un'attrice statunitense, divenuta famosa per aver interpretato per alcuni anni una delle componenti della serie tv americana Tre cuori in affitto.
Fu Pet of the Month del marzo 1976 con lo pseudonimo di Joann Witty.

## Filmografia parziale

### Cinema
- Tintorera, regia di René Cardona Jr. (1977)
- L'ultima coppia sposata (The Last Married Couple in America), regia di Gilbert Cates (1980)
- Londra - Il padrone di casa, episodio de I seduttori della domenica (Sunday Lovers), regia di Bryan Forbes (1980)
- Al di là della ragione (Beyond Reason), regia di Telly Savalas (1985)
- Traxx, regia di Jerome Gary (1988)
- 007 - Vendetta privata (License to kill), regia di John Glen (1989)
- Erotique (episodio Taboo parlor), regia di Monika Treut (1993)
- Tre giorni per la verità (The Crossing Guard), regia di Sean Penn (1995)
- Generazione X (Mallrats), regia di Kevin Smith (1995)
- Mumford, regia di Lawrence Kasdan (1999)
- La casa del diavolo (The Devil's Rejects), regia di Rob Zombie (2005)
- The Visitation, regia di Robby Henson (2006)
- Ed Gein: The Butcher of Plainfield, regia di Michael Feifer (2007)
- Un americano in Cina (An American in China), regia di Ron Berrett (2008)
- Tom 51, regia di Ron Carlson (2009)
- The A Plate, regia di Terre Weisman (2011)

### Televisione
- Colombo (Columbo) – serie TV, episodio 4x06 (1975)
- Wonder Woman – serie TV, 1 episodio (1975)
- Cannon – serie TV, 1 episodio (1976)
- Agenzia Rockford (The Rockford Files) – serie TV, 1 episodio (1977)
- Love Boat (The Love Boat) – serie TV, 5 episodi (1978-1985)
- Kojak – serie TV, 1 episodio (1978)
- Due americane scatenate (The American Girls) – serie TV, 11 episodi (1978)
- Starsky & Hutch – serie TV, 1 episodio (1978)
- Una vacanza all'inferno (A Vacation in Hell), regia di David Greene – film TV (1979)
- Taxi – serie TV, 1 episodio (1980)
- Tre cuori in affitto (Three's Company) – serie TV, 70 episodi (1981-1984)
- Hotel – serie TV, 2 episodi (1984-1987)
- La signora in giallo (Murder, She Wrote) – serie TV, episodio 2x08 (1985)
- Autostop per il cielo (Highway to Heaven) – serie TV, episodio 5x10 (1989)
- I giustizieri della notte (Dark Justice) – serie TV, 1 episodio (1992)
- La legge di Burke (Burke's Law) – serie TV, 1 episodio (1995)
- Invisible Man (The Invisible Man) – serie TV, 1 episodio (2000)
- Da un giorno all'altro (Any Day Now) – serie TV, 1 episodio (2001)
- Jane the Virgin – serie TV,  60 episodi (2014-2019)
- NCIS - Unità anticrimine (NCIS: Naval Criminal Investigative Service) – serie TV, episodio 13x05 (2015)